# Ernst Neumann-Neander

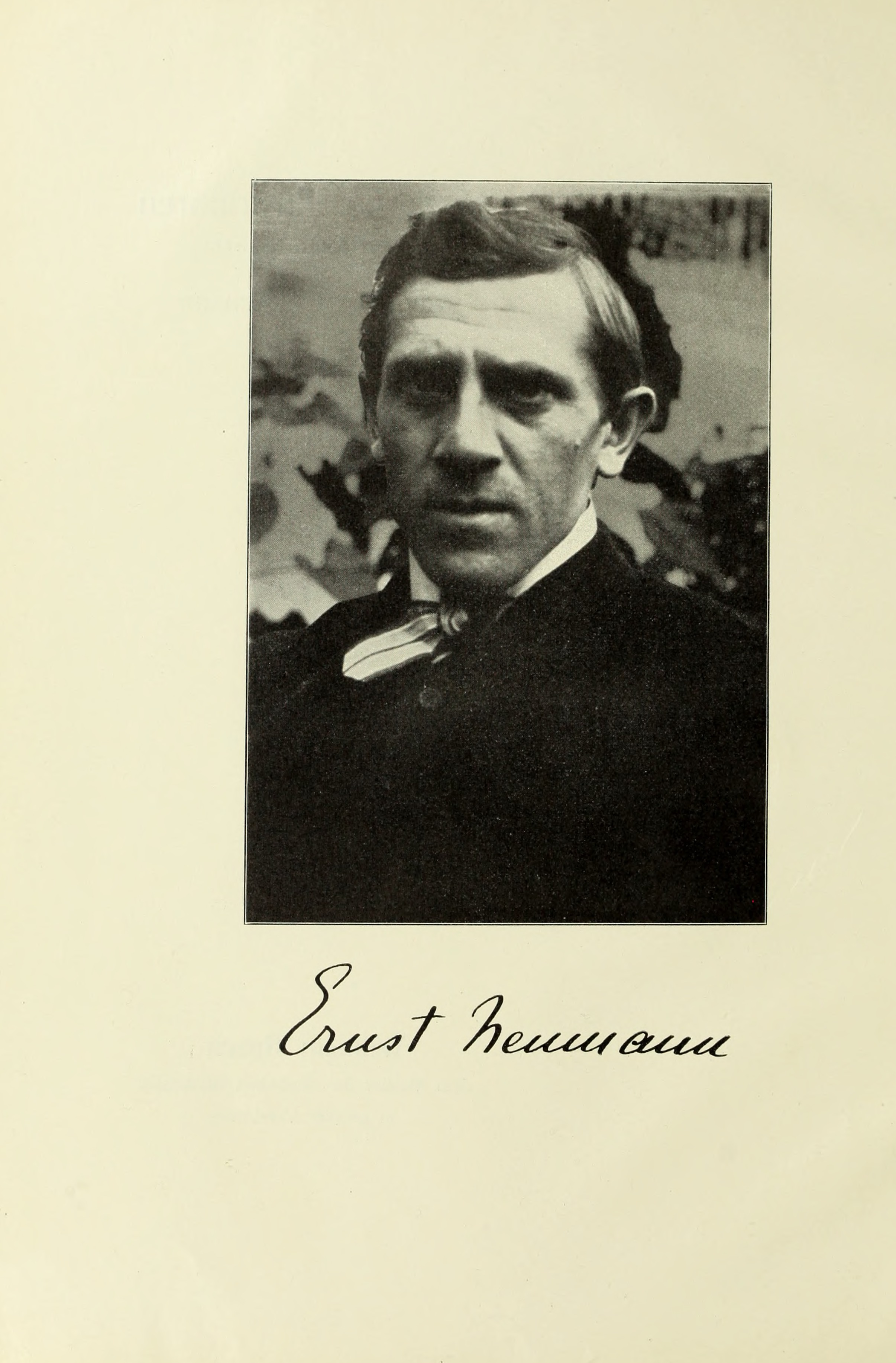
Ernst Neumann (1905)

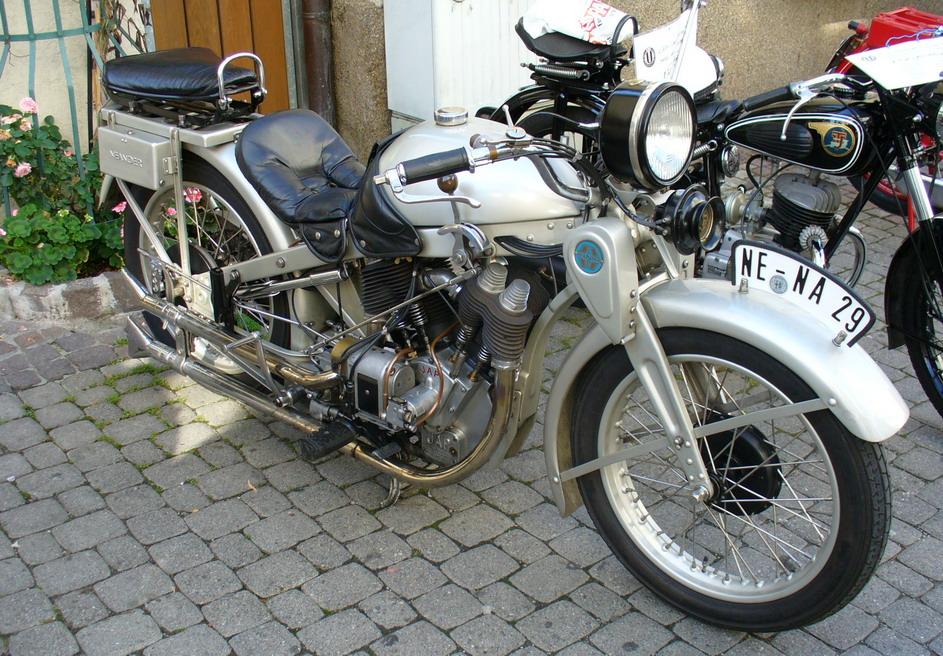
Neander-Motorrad von 1929

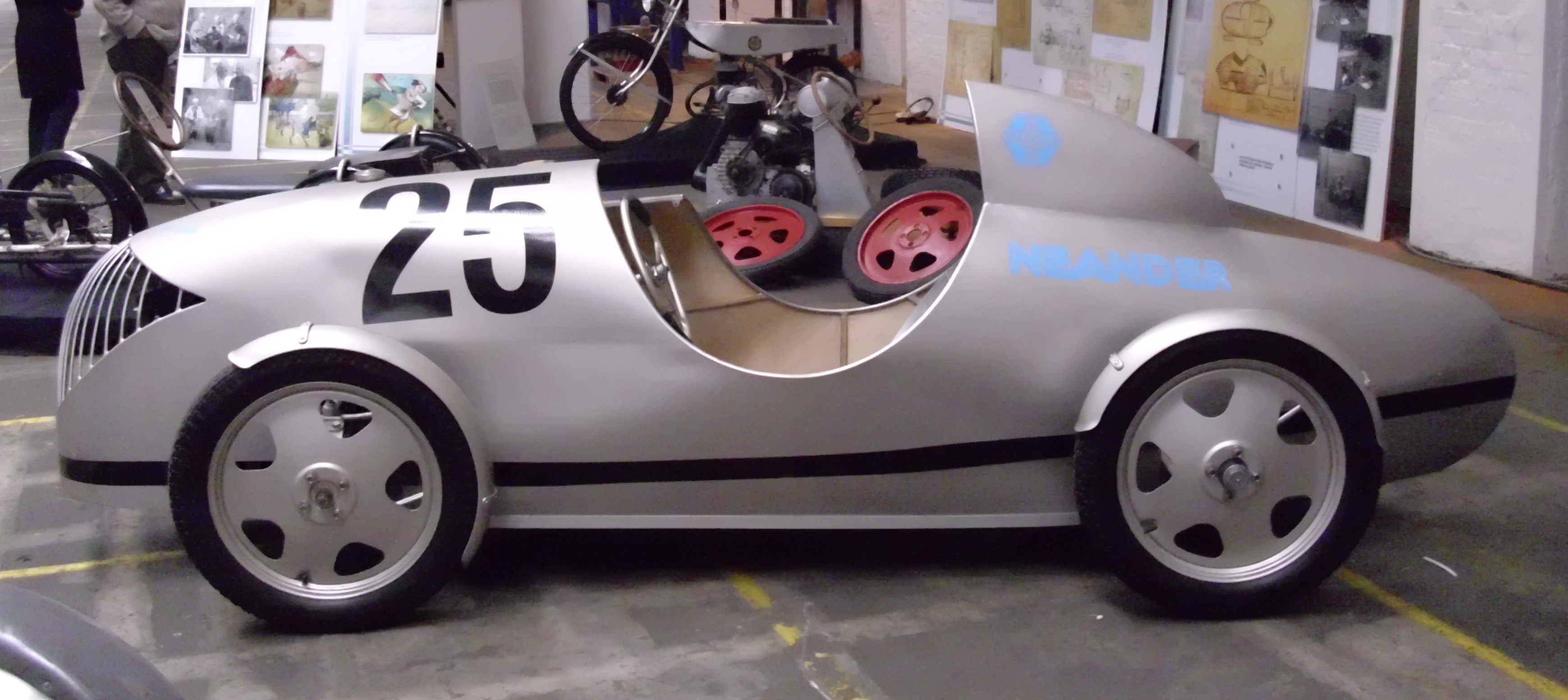
Neander-Fahrmaschine

Ernst Neumann-Neander, eigentlich Ernst Wilhelm Neumann (* 3. September 1871 in Kassel als Ernst Neumann; † 3. November 1954 in Düren-Rölsdorf) war ein deutscher Künstler und Erfinder.

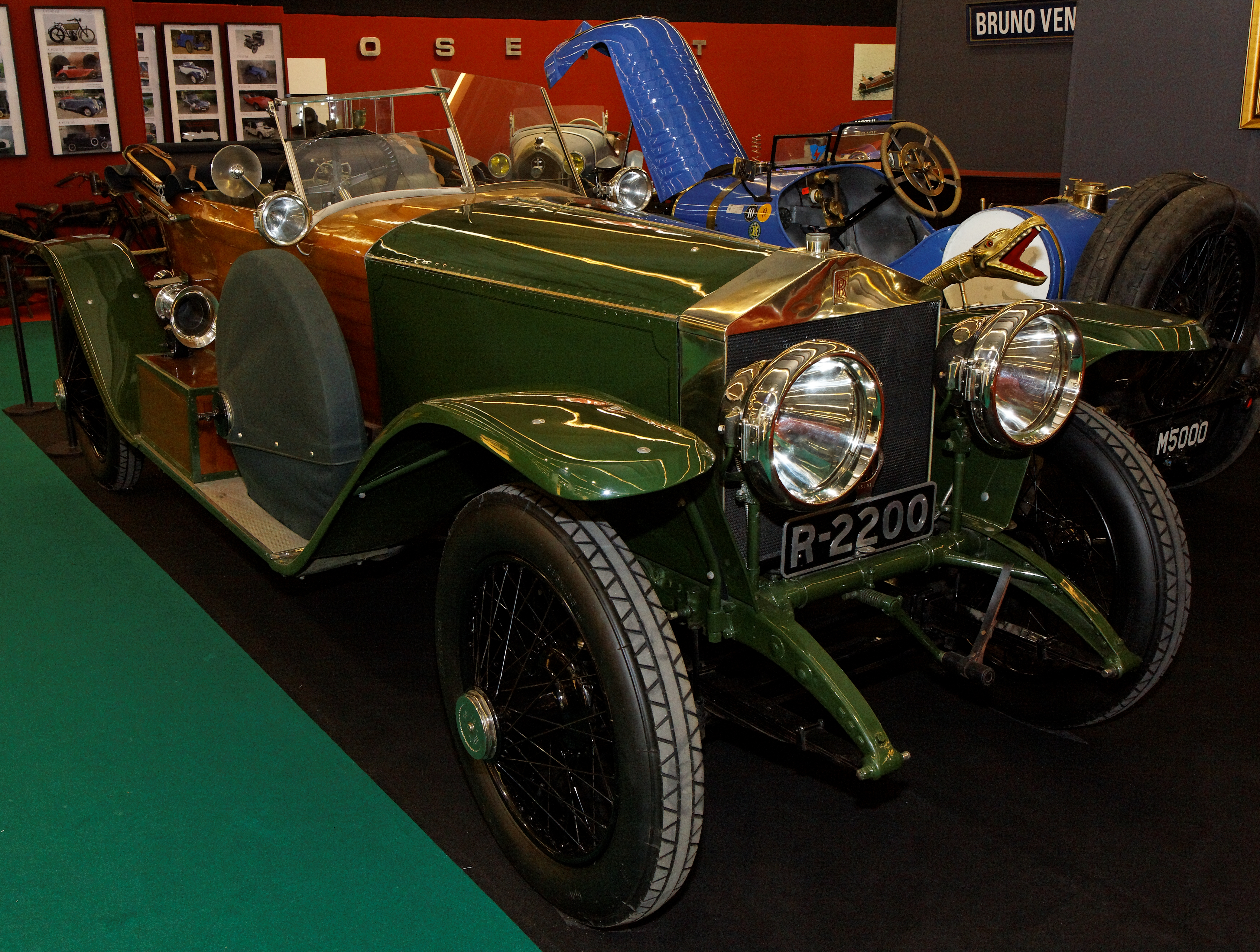
Ernst Neumann zugeschriebener Entwurf: Rolls-Royce 40/50 hp Silver Ghost (1914, Chassis # 54PB) Skiff von Schapiro-Schebera, entstanden um 1920

## Leben und Wirken
Berühmt wurde Ernst Neumann-Neander, Sohn des Landschaftsmalers Emil Neumann, nicht nur als Kunstmaler und Grafiker, sondern hauptsächlich als Gestalter von Automobilen und Motorjachten und motorradbegeisterter Konstrukteur von Motorrädern. Bereits zwischen 1903 und 1908 baute er sein erstes Motorrad.
Neumann-Neander, von Freunden und Bekannten wegen seiner Vielseitigkeit „N²“ genannt, studierte Malerei in Kassel, München und Paris. In seiner Münchner Zeit zeichnete er für die Zeitschriften Die Jugend und Simplicissimus vor allem Karikaturen des modernen Lebens. Als Zeichner und Plakatgestalter des Jugendstils erlangte er schnell Ansehen weit über München hinaus. Er beteiligte sich an dem Schwabinger Kabarett Elf Scharfrichter und gründete zusammen mit dem Grafiker Heinrich Wolff eine Mal- und Zeichenschule, an der auch Gabriele Münter lernte. Im Jahr 1903 ging er für etwa fünf Jahre nach Paris, wo er mit den damals wichtigen Größen der Automobilindustrie in Kontakt kam.
1907 wanderte er mit dem 19-jährigen Philosophiestudenten Hans Havemann von Genua nach Perugia. Havemann verfasste darüber eine literarische Reisebeschreibung, die 2022 als Digitalisat und als Buch publiziert wurde.
1908 ließ sich Neumann in Berlin nieder und gründete die „Ateliers Neumann“, die für alle bedeutenden Hersteller von Automobilen, aber auch andere Industriezweige die Reklame entwarf. Zusätzlich zeichnete er für verschiedene Auftraggeber Karosserien, die nach seinen Entwürfen ausgeführt wurden.
Ähnlich wie andere Künstler seiner Zeit bildete auch der Maler und Gebrauchsgrafiker Neumann eine Künstlergruppe; in seinem Berliner „Atelier Ernst Neumann“ bildete er mit dem Freskenmaler und Illustrator August Braun eine Künstlergemeinschaft. Eine seiner Schülerinnen war die Künstlerin Else Hertzer, die ab 1918 mit ihren Bildern auf der Berliner Secession vertreten war. Neumann unterrichtete um 1912 auch an der Charlottenburger Kunstgewerbe- und Handwerkerschule. Einer seiner Schüler dort war John Heartfield.
1914 waren Neumanns Entwürfe und Fahrzeuge auf der „Werkbundausstellung“ in Köln zu sehen. Sein Vermögen büßte er schließlich aufgrund des Ersten Weltkrieges und der darauffolgenden Inflation ein.
Ernst Neumann-Neander ist auf dem neuen Friedhof in Rölsdorf begraben.

## Kraftfahrzeugproduktion
Noch in Berlin entwarf er sein erstes Motorrad. 1924 siedelte er nach Köln über und gründete die Neander Motorfahrzeuge GmbH mit Sitz in Euskirchen, ab 1926 in Düren. Hier baute und konstruierte er für die Allright-Werke und für sich selbst Motorräder, die an der ersten großen sportlichen Nachkriegsveranstaltung teilnahmen. Neumann war der älteste Teilnehmer des Rennens und erreichte das Ziel in Köln nach einer Fahrt durch Deutschland über 2000 km durch Eis und Schnee. Von Köln aus begann er eine Motorradproduktion in Euskirchen und siedelte 1926 nach Rölsdorf, Kapellenstraße 40, bei Düren über.
In den 1930er Jahren beschäftigte er sich mit der Entwicklung und dem Bau sogenannter Fahrmaschinen, einer Mischung aus Motorrad und Automobil. Der Zweite Weltkrieg machte alles zunichte. Dennoch konstruierte Ernst Neumann weiter und entwickelte sowohl einen Kurvenneiger als auch Fahrzeuge für Kriegsversehrte. 1951 begann er wieder zu malen.
In Rölsdorf gibt es am Fabrikgebäude von Macherey-Nagel, Ecke Bahnstraße/Neumann-Neander-Straße, eine Gedenktafel. Der „Neander-Schuppen“, in dem die Konstruktionen entstanden, steht heute (2021) noch.